# رحلة الحاج
تُعد رواية رحلة الحاج من هذا العالم إلى ما هو آت؛ مقدم بشكل يشبه الحلم (بالإنجليزية: The Pilgrim's Progress from This World to That Which Is to Come; Delivered under the Similitude of a Dream)‏ للكاتب جون بنيان عام 1678 قصة رمزية مسيحية، وهي بذلك تعد واحدة من أهم الأعمال الدينية والخيال اللاهوتي في الأدب الإنجليزي. فقد تُرجمت إلى أكثر من 200 لغة، ولم تتم طباعتها أبداً. كذلك أُشير إليها على أنها أول رواية مكتوبة باللغة الإنجليزية.
بدأ بنيان بكتابة الرواية في أثناء فترة حبسه في سجن مقاطعة بيدفوردشير، بسبب انتهاكه لقانون التجمعات لعام 1664، بمقتضى القانون لا يُسمح للأفراد بممارسة الشعائر الدينية بعيداً عن رعاية كنيسة إنجلتراا الرسمية. اعتقد العلماء الأوائل مثل العالم جون براون أن بنيان بدأ بكتابة روايته رحلة الحاج في فترة حبسة الثانية إذ كانت فترة حبسه أقصر ولمدة ستة أشهر في عام 1675، ولكن بعض العلماء العصريين مثل روجر شاروك يعتقدون أن بنيان قد بدأ بكتابة الراوية في فترة حبسه الأولى ولفترة أطول امتدت من عام 1660 إلى 1672، وذلك بعد انتهائه من كتابة السيرة الذاتية الروحية وكان اسم الكتاب الفضل العظيم لقائد الآثمين.
يتألف النص الإنكليزي من 108,260 كلمة وينقسم إلى جزأين، كل جزء يقرأ بشكل سرد مستمر دون وجود فصول داخل كل جزء. اكتمل الجزء الأول في عام 1677 وأدرج الكتاب في شركة تسجيلات ستاشينرز في 22 ديسمبر عام 1677. تم ترخيصه وإدراجه في فهرس المصطلحات في 18 فبراير 1678 والذي يُعدّ التاريخ الأول لنشر الرواية. وبعد إصدار الطبعة الأولى من الجزء الأول عام 1678، أضيف على الكتاب وأصدرت طبعة موسعة منه وذلك بعد إطلاق سراح بنيان عام 1679. ظهر الجزء الثاني من الرواية في عام 1686. كانت هناك أحد عشر طبعة من الجزء الأول في حياة جون بنيان، نشرت في السنوات المتعاقبة منذ عام 1678 إلى عام 1685 وعام 1688، وكانت هناك طبعتان من الجزء الثاني نشرتا عامي 1684 و1686.

## ملخص الحبكة

### الجزء الأول
تُقدم الرواية بأكملها على أنها مشهد حلم رواه راو عالم بكل شيء. يرمز البطل الرمزي كريستيان إلى شخصية كُل مسيحي، إذ تركز الرواية على رحلته من مسقط رأسه في (مدينة الهلاك) وترمز إلى (هذا العالم) وإلى (المدينة السماوية) والتي ترمز إلى (ما بعد هذه الدنيا: الجنة) والتي تتمثل على قمة جبل صهيون. تبدأ الرواية حين يكون المسيحي مثقلًا بحمل كبير -معرفة خطيئته-  وذلك من خلال قراءته الكتاب المقدس الذي بين يديه، الإنجيل. يرى أن هذا الحمل قد يؤدي به إلى الجحيم، لذا يبدأ بالبحث عن الخلاص. وفي أثناء سيره في الحقول يلتقي بالمبشر الذي يرشده إلى البوابة الضيقة للخلاص من خطيئته. وبما أن المسيحي لا يتمكن من أن يرى البوابة من على بُعد مسافة، يرشده المبشر ليذهب إلى (الضوء الساطع) الذي يعتقد المسيحي أنه يراه. يترك المسيحي منزله وزوجته وأطفاله لينقذ نفسه من خطيئته: فلا يستطيع إقناعهم من مرافقته في هذه الرحلة. يحاول كل من العنيد والمُذعن أن يقنعاه بالعودة ولكنه يرفض. يعود العنيد منزعجًا، ولكن يقتنع المُذعن بالذهاب مع المسيحي أملًا في أن ينتقع من الفردوس التي تكلم عنها المسيحي وادعى أنها تكمن في نهاية رحلته. تنتهي رحلة المُذعن مع المسيحي عندما يقع كلاهما في مستنقع اليأس بسبب شكوكهم ومخاوفهم والإغراءات التي يتعرضون لها وشهواتهم وخطاياهم، ولكونهم آثمين يسحبهم طين المستقنع إلى داخله. وفي ذلك المكان يتخلى المُذعن عن المسيحي بعد أن يتمكن من إخراج نفسه من المستنقع. وفي الجانب الآخر يكون المسيحي يصارع للنجاة، ويُسحب من المستنقع بمساعدة شخص آخر بعد أن سمعه يبكي ويصرخ ويحكي له أن المستنقع مكون من  الانحطاط والحثالة والقذارة والخطيئة، وبالرغم من ذلك فقد كانت الأرض عند مدخل البوابة الضيقة تبدو جيدة.

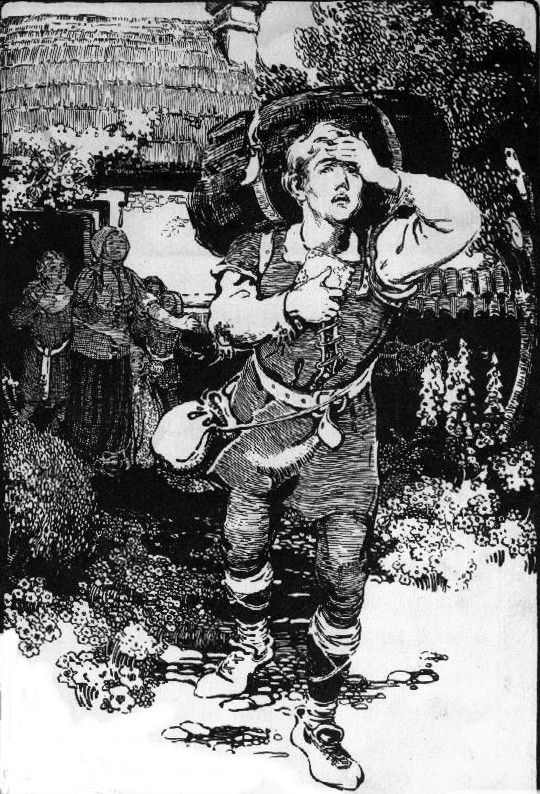
يهرب المسيحي المثقل بالذنوب من البيت.

في طريقه إلى البوابة الضيقة، يلتقي بالسيد الحكيم الدنيوي وينبهر بالأخلاق الدنيوية لدى السيد الحكيم، فيحول طريقه للتخلص من الحمل المثقل على عاتقه من خلال القانون وذلك بمساعدة السيد الناموسي وابنه الأخلاق في مدينة الأخلاق بدلاً من مساعدة المسيح وهو تعبير مجازي يمثل الطريق إلى البوابة الضيقة. وفي هذه الأثناء، يذلتقي المبشر بالمسيحي الضال قبل أن يتوقف في جبل موسى في أثناء ذهابه إلى منزل السيد الناموسي. حيث يقع منزله في أعلى الجبل ويظهر المنزل وكأنه صورة تنذر بالخطر وتتوعد بتحطيم أي زائر يمر منها إضافة إلى أن الجبل يشتعل بالنيران. يخبر المبشر المسيحي بأنه قد أخطأ عندما غير طريقه ويوضح له بأن السيد الناموسي وابنه الأخلاق محتالان سيجعلان المسيحي يغير الطريق الحقيقي من خلال الثقة بأعماله الصالحة ليتخلص من حمله. في نهاية الأمر، يوجه المبشر المسيحي للطريق الصحيح ليصل إلى البوابة الضيقة، ويمتثل المسيحي لتوجيه المبشر.
من البوابة الضيقة، يبدأ الطريق الملوكي الضيق والمستقيم بعد أن يرشده إليه حارس البوابة وهو الإحسان بعدما ينقذه من رماة بعلزبول (قائد الشياطين) في قلعة بعلزبول الذين استهدفوه قرب البوابة الضيقة، ثم يرشده إلى الطريق السماوي الذي يجب أن يذهب إليه. ويلاحظ في الجزء الثاني من الرواية، أن شخصية الإحسان تتمثل في يسوع. وبعد تساؤل المسيحي عن كيفية خلاصه من حمله الثقيل، يرشده الإحسان مباشرة إلى مكان الخلاص.
يتوجه المسيحي من هناك إلى بيت المفسر، حيث يريه العديد من الصور واللوحات التي تجسد له جوانب من إيمان وحياة المسيحي. وما تكون تلك الصور والرسوم التي شاهدها سوى رموزًا حسب رأي البروفيسور روجر شارك.
يغادر المسيحي بيت المفسر ليكمل طريقه، ويصل أخيراً إلى (مكان الخلاص) (مجازياً، المكان هو صليب الجلجثة وقبر المسيح المفتوح)، حيث تتقطع الحبال التي تُقيد المسيحي بحمله الثقيل، وتقع هذه الذنوب بعيداً داخل القبر. تحدث هذه المجريات الأخيرة في وقت مبكر نسبيًا في الحكاية: إذ تُلبى بسرعة الحاجة العاجلة لمسيحي في بداية الحكاية. وبعد أن يرتاح المسيحي من حمله، يتم الترحيب به من قبل ثلاث ملائكة تمنحه الطمأنينة وملابس جديدة، ولفافة أو كتابًا يمثل جواز مرور إلى المدينة السماوية. تكون هذه العطايا الأخيرة التي يحصل عليها المسيحي كفيلة بمنحه دفعة من الشجاعة وشعورًا بالسعادة لإكمال رحلته، وبينما هو يمضي في طريقه يلتقي بثلاثة رجال وهم الساذج والكسول والمتكبر. ويحاول المسيحي مساعدتهم من خلال نصحهم ولكنهم يرفضون سماع نصيحته. وقبل أن يصل إلى تل الشقاء، يلتقي برجلين حسني الملبس أحدهما يدعى بالشكلي والآخر بالمنافق، حيث يتأكد المسيحي أنهما مسيحيان كاذبان ويهلكان عند الطريقين الجانبيين بالقرب من التل، ويسمى الطريقان بالخطر والهلاك. فيما بعد، في أعلى هذا التل، يسقط المسيحي نائماً تحت أغصان الشجرة، وبعد أن يصحو يكتشف أن لفة الورق قد فقدت لذلك يعود أدراجه ليجدها. وعندما يصل قريب قمة التل يلتقي بمسيحيين ضعيفي الإرادة أحدهما يدعى الخوف والآخر الشك، يخبرانه عن الأسود الضخمة الموجودة عند القصر الجميل. وعلى نحو مخيف، يتمكن المسيحي من تجاوز هذه الأسود بعد يفهم أن الهدف من وجودها هو اختبار قوة الإيمان التي يتحلى بها المسيحيون المارون من هناك.

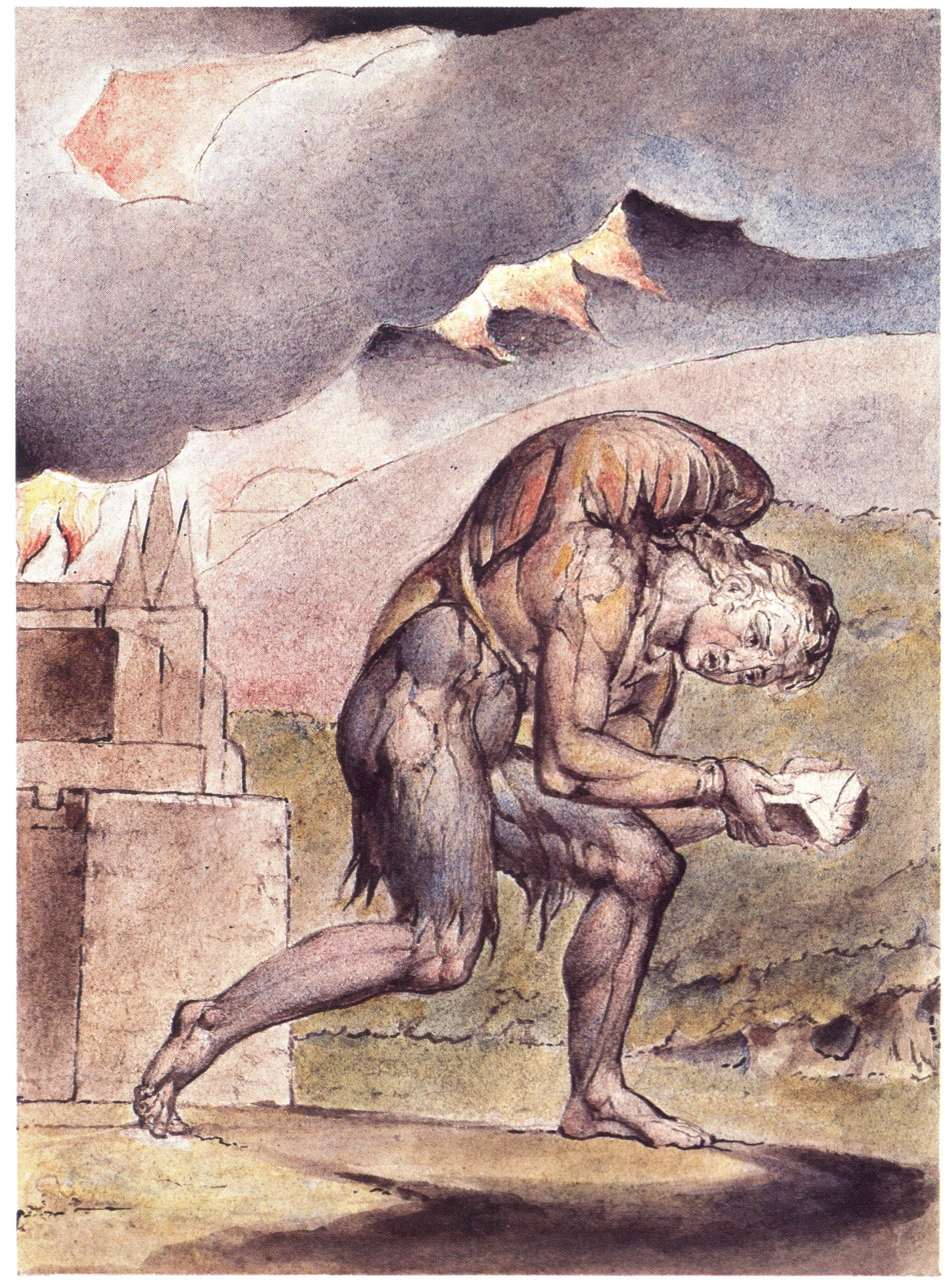
وليام بليك: يقرأ المسيحي كتابه (الصفحة 2، 1824-1827)

على قمة تل الشقاء، يصل المسيحي ليلاً إلى أول محطات توقفه في بيت القصر الجميل، وهو مكان بناه الله ليستريح فيه المسيحيون والمسافرون الصالحون. ويقضي المسيحي ثلاثة أيام في القصر ويتركه مرتديا درع الله (أفسس 6: 11-18)، يجعله هذا الدرع في موضع جيد ومستقر في معركته ضد التنين الشيطاني، والذي يشبه أبوليون (وهو سيد وإله مدينة الهلاك) الموجود في وادي العار. حيث تستمر المعركة (لأكثر من نصف يوم) حتى يتمكن المسيحي من طعن وجرح أبوليون بسيفيه ذي الحدين (وقد أشير إليه في الكتاب المقدس عب. 4:12) (وبهذا يفقد أبوليون جناحيه ويهرب بعيداً).

عند حلول الليل، يدخل المسيحي وادي الخوف وهو وادي ظل الموت. وفي أثناء وصوله إلى منتصف الوادي حيث الظلام والذعر والجن، يسمع كلمات من الترنيمة الثالثة والعشرين، والتي على الأغلب يرددها صديقه المُخلص: 
نعم، حتى وإن سرتُ وحدي في وادي ظل الموت فلن أخاف من الشر، لأن الرب معي وقوته وملائكته يحرسونني. (سفر المزامير23: 4.)
وعندما يخرج من الوادي تشرق الشمس ليبدأ يوم جديد.
تماما خارج وادي ظل الموت، يلتقي المسيحي بالمُخلص، وهو أحد المقيمين السابقين في مدينة الهلاك، والذي يرافق المسيحي إلى سوق الأباطيل وهو مكان بُني من قبل بعلزبول حيث تُباع يومياً العديد من الأشياء حسب رغبة الإنسان من ملذات وشهوات. يعتقل ويحتجز كل من المسيحي والمُخلص بسبب ازدرائهما لما يرونه من التجارة المعروضة في السوق. ثم يحاكم المُخلص نتيجة ذلك الازدراء ويُقرر إعدامه حرقا بعد صلبه على الوتد، ليكون بذلك شهيدا. وتأتي عربة من السماء لتأخذ الأمين إلى المدينة السماوية. ثم يظهر الأمل ليرافق المسيحي ويكمل الطريق معه بدلا من المُخلص، وهو أحد المقيمين في مدينة الهلاك.
فيما بعد يصلان إلى هضبة تسمى لوكري وصاحبها يدعى ديماس، حيث تعرض لهما كُل أنواع الفضة الموجودة في المنجم إلا أن المسيحي بعد وقت يكتشف أن صاحب المنجم مُخادع لذلك يرفض العرض ويتجنبا المنجم. يتبعهم مسيحي كاذب يدعى بالغايات وصديقه فقط للحصول على منفعة من المسيحي والأمل وبالتالي يهلك المسيحي الكاذب في هضبة لوكري ولا يسمع عنه أي خبر بعد ذلك. بعد ذلك، يقرر كل من المسيحي والأمل أن يتركا الطريق الصخري والوعر ويذهبا في طريق آخر أسهل وهو طريق في المرج، حيث يضطران لقضاء الليلة فيه بسبب حصول عاصفة مطرية. وصباحاً، يستولي على المرج العملاق اليأس وزوجته عديمة الثقة، والذي يعرف بقسوته الوحشية، ويتم أسر المسيحيين وأخذهم إلى قلعة العملاق، قلعة الشك، حيث يسجنون هناك ويضربون ويتم تجويعهم. يريد اليأس بتعذيبه لهم أن يجبرهم على الانتحار، ولكنهم يتحملون المحنة إلى أن يدرك المسيحي أن المفتاح الذي معه وهو العهد سيفتح كل الأبواب والبوابات التي في قلعة الشك. وباستخدام المفتاح، تُفتح أبواب القلعة ويستغلون ضعف العملاق تجاه ضوء الشمس ويتمكنون من الهرب.

## روابط خارجية
- رحلة الحاج على موقع الموسوعة البريطانية (الإنجليزية)